# چاتهام-کنت، انتاریو
چاتهام-کنت، انتاریو (به انگلیسی: Chatham-Kent) یک single-tier municipality در کانادا است که در انتاریو واقع شده‌است.

## خصوصیات
چاتهام-کنت ۱۰۳٬۶۷۱  نفر جمعیت دارد و ۱۹۸ متر بالاتر از سطح دریا واقع شده‌است.